# 何鍵
何鍵（1887年4月10日—1956年4月25日）。字芸樵，别署容园，湖南醴陵人。民國時期湖南省政要，曾任湖南省政府主席。國民革命軍二級上將，以在湖南積極對付中国共产党而聞名，曾下令处决毛泽东和朱德的夫人。

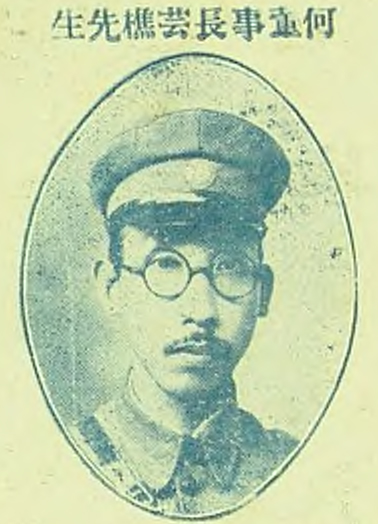

## 早年
1906年入長沙岳麓山崇古學堂，後入湖南法政學堂。1911年辛亥革命後，入武昌陸軍中學，然後升讀保定軍官學校。何鍵出身普通農家，其父勤儉而曾稍有積蓄，亦因何鍵升學保定需用而散去。
1916年保定第三期步科畢業，和夏威、白崇禧、張治中、葉琪等皆為同期畢業。回湖南後入湘軍，任排長。1918年回家鄉醴陵，与张国威收散兵游勇成游擊隊，拥有枪支近千杆，與張敬堯之北洋軍作戰。驻在郴州的湘軍總司令程潛任何、张为浏醴游击队正副司令。下辖两个支队，何兼第一支队长，辖四个营，以陶广、王本仁、刘建绪、刘德昭分任营长；张兼第二支队长，辖三个营，以余湘三、李石如、何敏丞分任营长。旋将刘德昭营裁并，并撤销支队长名义，由正副司令各辖三个营。1919年，何、张率领游击队开赴资兴，听候改编。何键企图改编为旅，自任旅长。由于张国威所部实力超过何部，张不甘屈居何下，突然率部撒离资兴，公开与何分裂。何、张分裂后，时任湖南陆军第一师第一旅第三团团长唐生智分别改编何、张两部为骑兵两营，以何、张分任营长，名义上直隶第一旅，实际受唐生智的调遣指挥。何营辖三个连，陶广、王本仁、刘建绪分任连长。1920年赵恒惕驱逐谭延闿后，唐生智升任旅长，何随升为骑兵团长，辖两个营和一个机枪连，以陶广、刘建绪为营长，王本仁以非醴陵籍而被挤走。何升任骑兵团长后，还延揽了一些保定军校的同学。如罗树甲是由原籍耒阳率领团防队投靠何键的；郑翼超、曾广国、段珩、胡大亚和叶新甫等都是由何的中校团附危宿钟函约到骑兵团。1923年，唐生智升任湖南陆军第四师师长，何键随之升为第九旅旅长，辖三个团，以陶广、刘建绪、危宿钟为团长。
1926年唐生智參加北伐及加入國民黨，所部編為國民革命軍第八軍，何鍵任第一師（后改为第二师）師長，辖三个旅，以刘建绪、危宿钟、陶广分任第四、第五、第六旅旅长，以段珩、叶新甫、钟光仁、李觉、曾广国等为团长。攻下武漢後，该师扩编为第三十五軍任軍長。辖三个师，以叶琪、刘建绪、陶广分任第一、第二、第三师师长。危宿钟任第三师副师长，1927年10月任唐生智第4集团军独立第21师师长。
1927年4月，由于共产党在国民党内煽动拉拢国民党左派人士，此举使蒋中正大怒，蔣中正為首的國民黨右派在上海進行“清黨”，解散共產黨組織並逮捕共產黨人，同時在另組“南京國民政府”，與“武漢國民政府”分庭抗禮，即寧漢分裂。武漢政府決定軍事上繼續北伐，希望與馮玉祥合作先取得北京。唐生智部支持武漢政府，1927年4月底，何鍵率軍北上，至河北一帶與張作霖奉軍作戰。與此同時，郭亮、柳直荀、夏曦等共產黨员和国民党左派分子於1926年中起在湖南展開土地改革，於各地成立農會組織，鬥爭地主及富農，並成立特別法庭審理“土豪劣紳”。第三十五軍軍官多為湖南士紳階層出身，為數不少的軍官家庭於後方受共產黨批鬥。何鍵之父親亦在長沙被抄家，逮捕後遊街示眾。湖南軍界中於是逐漸出現嚴重反共情緒。最終在1927年5月21日引發馬日事變。第三十五軍駐長沙的第33團許克祥部，在何鍵的暗中指示下進行清黨，封鎖共產黨各機關，解除共產黨武裝、逮捕和處決共產黨人。1927年7月，汪精衛為首的武漢政府亦決定分共。唐生智屬下之湘軍曾嘗試聯合孫傳芳東征南京，何鍵一度進至安徽，並被任為安徽省政府主席。但唐生智即被各方討伐，最後撤回湖南。唐於1927年底下野出國，何鍵从此脱离唐生智，开始创立自己的局面。唐生智撤退到湖南后，继续与程潜、李宗仁、白崇禧的“西征军”对抗，何键、刘兴、李品仙等为使原来属唐的门炳岳、危宿钟、何宣、王锡焘、罗霖等几个独立师的行动统一、便于作战指挥起见，即将各独立师编组为第十二軍、第十七軍，以第三十五军副军长叶琪升任第十二军军长，第三十六军副军长周斓升任第十七军军长。1928年春，“西征军”入湘，新桂系将唐部改编为四个军：
- 原第八军军长李品仙以广西籍升为第十二路军总指挥，由吴尚（原任第八军的师长）继任第八军军长；
- 第三十六军军长刘兴以忠于唐生智被撤免，改以广西人廖磊继任军长；
- 原第十二军改为第十七军，叶琪（广西人）仍蝉联军长；原第十七军被裁并。
- 何键所领第三十五军以醴陵同乡和旧部关系投靠程潜（时任湘鄂政务委员会主席兼湖南省政府主席），得以完整地保留建制，并留驻湖南境内。辖刘建绪的第二师和陶广的第三师。其第一师师长叶琪已调升第十二军军长，由周磐继任师长，率部驻防湘北。周磐目击何键退蹙一隅，遂即脱离第三十五军，而为驻常德的湘西宣抚使刘铏所拉去，将该师改编为独立第五师。刘铏自任师长，周磐为副师长。何键利用保定军校同学关系，拉拢驻沅陵的戴斗垣独立第十师（原属陈渠珍部，辖4个团）改编为第三十五军第一师，抵补周师。何旋又兼任湖南清乡会办（程潜兼任湖南清乡督办），实际掌握湖南清乡督办署实权，以高壓政策在各地圍捕、處決共產黨。1928年11月，被任為湘赣剿匪總指揮部代總指揮，進攻井岡山紅軍根據地，迫使紅軍主力離開至江西中央蘇區。

## 主湘期间
李、白带廖磊、叶琪两军北上，参加二次北伐，第八军留驻湘鄂边界。1928年五月程潜被桂系软禁，鲁涤平主湘，桂系将所属军队改军为师，何键第三十五军改编为第六师。1929年至1930年，在蔣桂戰爭及中原大戰中，何鍵都支持蔣中正。1929年，何鍵被南京國民政府任為湖南省政府主席，取代鲁涤平，从此统治湖南达九年之久，何键得以武装割湖南，逐步形成一个军事集团。何键拥有一定的军事实力，又是发动“马日事变”的反共急先锋，在清剿镇压红军和苏区上一贯积极、得力，又出兵拥蒋讨桂，公开倡言”联络西南，拥护中央”，是蒋介石对付桂系（后来发展到对付“两广”）的缓衡和剿共的可靠力量。何键大力收编散布在湘、赣、鄂的程潜和唐生智的旧部，以及湖南各地团防、挨户团、铲共团之类的地方反共游杂武装，军事势力日渐膨胀。

### 蔣桂戰爭
1929年4月何键就任讨逆第四路军总指挥，参加蔣桂戰爭。第四路辖3个师和2个独立旅约4万多人：
- 第十九师：由第三十五军缩编为第6师，再改称第19师，是何军事集团的基本部队，何键自兼师长。辖戴斗垣旅（后改编为第16师第47旅，戴任副师长兼旅长）、刘建绪旅。1929年5月何键改兼新编第7师师长，刘建绪升任第19师师长。程潜被桂系扣禁后，其国民革命军第六军开赴江西，何键通过张其雄、张空逸、张乔等拉出第六军第十七师副师长周希武（醴陵人，保定军校毕业）率部分队伍来归，编入第19师，周为第9团团长。
  - 第55旅（旅长罗树甲）
  - 第56旅（旅长陶广）
  - 第57旅（旅长李觉）
- 新编第七师：师长何键兼，副师长危宿钟。蒋桂战争爆发后，作为桂系部队的门、危两旅在岳阳，与广西的交通被遮断，1929年5月被何键收编。
  - 第1旅：旅长张其雄。原系程潜第六军所属部队。张其雄是何键的醴陵同乡、保定军校同学，原为第六军副官长。第六军开赴江西时，何键拉张其雄把第六军易维扬、张彀中2个团拖出，编为独立第19师(辖易、张2个团)。1929年5月独立第十九师缩编为新7师第1旅。
  - 第2旅：旅长门炳岳。原为桂系第十七军叶琪部。1929年1月随该军缩编为第52师（叶琪）第155旅。驻岳阳。
  - 第3旅：旅长危宿钟。原为桂系第十七军叶琪部。1929年1月随该军缩编为第52师（叶琪）第156旅。1929年4月7日改为独立第5旅。驻岳阳。
- 新编第八师：由唐生智旧部编成。师长周斓。
  - 第1旅：旅长唐哲民。唐生智旧部。
  - 第2旅：旅长阎仲儒。唐生智旧部。
  - 第3旅：旅长彭位仁。唐生智旧部。原为周斓第十七军第一师师长，桂系整编部队时，将彭降为团长，拨归叶琪军，蒋桂战争爆发后，彭即反桂投何。
- 独立第6旅：收容著匪陈光中部。盘踞武冈、新宁之间
- 独立第7旅：收容著匪陈汉章部。盘踞芷江、洪江之间
- 新编第34师：湘西陈渠珍部独立第19师，被何键编为第一路警备队，旋改为新34师，师长陈渠珍，名义上归入四路军建制，实则不受调遣。
- 第52师：吴尚的第八军改编，受四路军节制指挥参与讨桂，但不属四路军建制。

1929年12月，唐生智率第五路军在河南举兵反蒋。何键于12月9日通电表示“拥护中央”。蒋复电“嘉许”，并令何“妥辑部曲”。何键即将第四路军作了第一次整编。
- 新编第七师改为第十五师，何自兼师长。门炳岳追随唐生智，被蒋通缉。
  - 第四十三旅（旅长张其雄）
  - 第四十四旅（旅长危宿钟）
  - 第四十五旅（旅长王东原）
- 新编第八师（驻邵阳）改为第十六师。原师长周斓、旅长唐哲民、团长唐生明等追随唐生智，均被何键通缉。新编第七师副师长罗藩瀛为第十六师师长，罗不敢前往邵阳接任师长职务，在益阳另组师部。
  - 第一旅（后改第四十六旅）旅长由谢煜焘（历任賀耀組师的旅长、中央军校第三分校教育长、何键所主持的编遣分处少将委员）接任。谢到邵阳不久，即被唐生明等裹胁率领该旅投桂。该旅番号虚悬达半年之久以后，后由第四十八旅第九十六团团长章亮基调升为第一旅旅长。
  - 第二旅（后改第四十七旅）阎仲儒部他调，改以戴斗垣旅抵补，并以戴为副师长。
  - 第三旅（改第四十八旅）仍以彭位仁为旅长。
- 新编第三十一师（旋改为第六十二师）：盘踞洪江的陈汉章被团长李国钧刺杀后，余众由其弟陈渥统率于1930年5月与第十九师第五十六旅合编组建新31师，陶广为师长，辖3个旅，以陶柳、钟光仁、陈渥分任旅长。1932年春，陈渥率部叛归湘西老巢为匪。
- 第十九师：未变
- 独立第七旅：未变

第四路军扩编为四个师和一个独立旅。第十九师为其基本部队，兵员武器都比较完整外，其余各师名义上虽各拥有三个旅，但实际只能编足两个旅。因此，官兵人数仍与过去差不多。

### 剿共
1930年起，參加對江西中央蘇區的一、二次圍剿。何鍵部下在1929年逮捕处决了朱德的夫人伍若兰，并割头挂在城门前木杆上示众。在1930年10月逮捕毛泽东的夫人杨开慧。因为她拒绝退党或声明与毛泽东脱离关系，被何鍵執行槍決。
1930年桂军与红军两度攻克长沙。1930年底何键作了一次较大的整编：
- 第十五师师长危宿钟、第十六师师长罗藩瀛、第十九师师长刘建绪免职，改以旅长王东原、彭位仁和李觉接任。不久，这3个师合编为第二十八军，刘建绪为军长。
- 彭位仁旅奉命讨伐盘踞芷江一带的李国均匪部，李降编为第十五师第四十四旅，李国均为旅长。
- 李国强及某某、盘踞芷江的土匪贺竟成部各编为1个团，合共3个团编入第十六师。
- 独立第七旅旅长陈光中1930年9月升任湘东剿匪司令。11月该旅扩编为第32师，旋改为第63师。
  - 第187旅：陈光中基本部队
  - 第188旅：旅长陈子贤，原系程潜第六军砲兵营长，被何键收容后拼凑湘西土著部队，扩编为一个旅。名义上划归陈师，实则始终未归建制。在作战中，陈旅由李觉指挥的时间较多。
  - 第189旅：戴斗垣部副旅长童琨为独立第九旅旅长，令其收容戴旅在文家市战斗的残部。编入陈光中师为189旅。陈光中即将该旅吞并，逼童去职。
- 独立第32旅：长沙警备司令部改编，胡达兼任旅长。1931年4月，以军官讲习所毕业的学生和教导总队军士大队结业的学兵为基干增编长沙警备第一、第二团和1个独立连。
- 1930年11月成立航空处，处长黄飞。购进美造飞机十四架，开设航空训练班。1934年秋，黄飞因用飞机运毒，事发被枪决，何键不得不将航空处撤销。

1931年3月1日何键下令将各县的团队，按所辖人数的多寡，分别改编为保安团或保安大队。计长沙、湘潭、湘乡、益阳、邵阳等27县改编为保安团，茶陵、湘阴、宁乡、攸县、安化等30县均改编为保安大队，其他如江华、酃县等10多县则暂时仍旧。所有保安团和保安大队都归湖南清乡司令部统一节制指挥。1933年3月下旬，何键请准将湖南省清乡司令部改为湖南省保安司令部，自兼司令，以第二十八军军长刘建绪兼副司令。同时，在省政府改增设保安处，实际掌握全省的保安团队。
1933年第五次圍剿時任西路軍總司令。1934年紅軍從江西突圍，何鍵任追剿軍总司令，一路追擊至貴州邊境。
1934年劉建緒调充庐山军官训练团第一营营长时，蒋拉刘分化何键军事集团开路。1935年，蒋以刘建绪专责围剿湘鄂川黔边区的红二、红六军团为理由，使何键辞卸第四路军总指挥，1935年7月刘建绪继任。
1935年參加國民黨第六次全體中委會議。1935年前后，所有保安团的排级以上的干部，基本上都是从四路军所属各师调补。何键军事集团达到极盛时期，拥有5个师（第15、第16、第19、第62、第63师）和1个独立旅（独立32旅）的正规军、4个补充团、24个保安团、5个保安独立营，合计兵力达10万人左右。此外，第十八师（师长朱耀华）、第二十三师（师长李云杰）、第二十四师（师长许克祥）、第五十师（师长岳森）、第五十三师（师长李韫珩）和第七十七师（师长罗霖）等六个师原来都是湖南部队，既不属中央嫡系，也不属第四路军建制，1933年到1934年间何键兼任西路剿匪军总司令时，这些部队曾被编入西路军作战序列。蒋安排浙江籍的刘膺古在何键系担任参谋长，后任第四路军总指挥部参谋长兼剿匪西路军总司令部参谋长、曾一度充任省保安处长，掌握全省保安团队的实权，并拉拢了陈诚的保定军校同学第十五师师长王东原、湖北籍的第十六师师长彭位仁（何成濬、晏勋甫、贺国光的乡谊兼学谊），与何键、刘建绪的“醴陵系”保持距离。
1936年春，劉建緒率第十六师和第十九师追剿红二、红六军团入滇。不久刘部由滇调湘行军路上，劉建緒赴南京向蒋介石请求将第四路军调赴苏浙，“应付国难”。自此，刘率领第四路军主力第十六师和第十九师远离湖南，进驻浙西，刘兼任闽浙赣皖边区主任，驻浙江衢县。第十六师调驻浙江江山附近。第十九师调驻浙江丽水、平阳一带，第六十三师调驻江西上饶附近，第128师（系新34师改编，两旅四团制，7000多人）调驻皖南。从此，刘、何分家，何键军事集团彻底瓦解。 

### 治湘政策
何键主湘后，废除湘南、湘中、湘西三个推诿低效的民办汽车路局，并于1929年12月建立湖南全省公路局，规划了湘粤、湘桂、湘黔、湘川、湘赣、湘鄂东、湘鄂西七大干线（4825千米）及省内13条支线（8669千米），至1937年1月，完成湘赣、湘黔、湘桂、湘川四条干线及诸多支线的修筑通车，新修公路里程居同时期各省第一，湖南公路里程由1928年的766.23里增至1935年的4006.09里。何键主政期间，湖南铁路新筑铁路里程数亦位居全国第一，完成了今京广铁路株洲至韶关段（450千米）、浙赣铁路湖南衔接路段，开建了湘桂铁路湖南段、湘黔铁路湖南段。何键于1931年向上海银行团借款设立湖南水利委员会，其后相继开凿注滋口引河以连接东、西洞庭湖，开凿疏浚甘溪港及鸡公咀引河以提高湘江与沅江、澧水间航运能力、拓宽湘江濠河口与资江临资口便利航运。何任内新修了衡阳、郴县、宝庆三个机场，扩建长沙机场至575400平方公尺，增辟了一所芷江飞机场。另何于1933年设立了湖南省长途电话工程处，相继架设了长衡、长常、长宝三条干线及连接各县市十二条支线，长途电话线长度在何主政前的90华里基础上增加了2814华里。
历经张敬尧主政时期湖南银行、实业银行湖南支行等倒闭停业潮，又经过谭赵战争、北伐战争等战乱，湖南金融业颇为凋敝。何健主湘后，成立了以湖南省银行为中心的十大银行，并将业务拓展至全省，全省钱庄数量亦从1925年的64家增长至1934年的156家。
省建设厅逐步拨款，恢复促进湖南第一纺织厂的发展，何键采取“本省各军队团队、各学校学生及各工厂工人，所着服装、应一律采用国产布质，并尽先购买湖南第一纺织厂出品”的扶持政策，给工厂带来不错的经济效益，带动了省内棉纺织作坊发展。湖南素有“有色金属之乡”之称，在何主政期间，成立了湖南地质调查所和矿产营业处负责勘察研究及市场推广；成立湖南锑矿联合贸易处以统筹产销，避免外商操纵，产品远销美、英、日、法等十来国；垫资建立全国第一个新法炼锌厂，复苏了省内铅锌业。此外，成立湖南国货陈列馆以促进本省实业发展；成立湖南工业试验所以减少完全依赖国外的汽油供应，成功研制并大规模应用了煤气汽车和酒精汽车（1940年全省82%汽车使用煤气、酒精动力）。省府官营企业收入从1928年的0.2万元激增到1935年为108.9万元。这一时期，湖南轻纺工业、冶矿业和机械工业等有了一定发展，资本主义工业出现第二个高峰期（第一次高峰为一战时期）。
何非常重视教育，拨付较多经费支持，提升师资素质，严格审核教科书。小学数量从1928年的12,640增至1937年的26,746所，小学生数从1928年的454,623增至1937年的1,102,610人，1930年适龄儿童的入学率近30%，居全国第三位。由于国府和省府偏重中等职业教育，至何离任前，全省普通中学总数略减，中学生人数略增；全省有高、初级职业学校51所，占了全国1/5，有职校生5,031人，占全国近1/6。推动完成湖南大学由省立改国立，给予全国专科以上学校湘籍优秀学生、湘籍优秀留学生奖学金。任内，在全省各县（不包括会同、大庸）普及了藏书2,000~5,000册的图书馆；扩充省立中山图书馆（今湖南图书馆）；新建了全省第二大的南岳图书馆。在社会图求全面西化之际，何键认为“盲从之非计”，所以“提倡固有文化，讲求文化建设”。在任尊孔读经、推崇四维八德，改组船山学社，创办湖南国学馆，推广新生活运动。何亦加强了新闻管控，取消了部分报纸补贴，关停了部分报纸，实行新闻审查。

## 出任部长及后期
1937年抗戰爆發後，國民政府改以張治中任湖南省主席，何鍵調任國民政府內政部部長，實際上被奪去湖南軍政權。1939年改任軍事委員會撫恤主任委員。何键系军事集团被分割消化：
- 刘建绪出任第三战区第十集团军总司令兼第四路军总指挥、闽浙赣皖边区主任，驻杭州虎跑寺，担任东海沿岸防守。淞沪抗战结束后，刘建绪收集第62、第63和第128等师的残破部队，先后成立第192师（以独立第32旅为基干，辖3个团，胡达师长）和第107师（由暂编第12旅李国钧部、暂编第十三旅杨永清部及湖南新兵训练处2个团合编而成，辖2个旅共4个团，段珩为师长，王校膺、欧阳烈为旅长），担任杭州湾的防守。刘率第128师，并指挥东北军第105师在嘉兴、嘉善一带与日军接战，旋即不战而弃杭州。从1938年春到1941年夏担任温州湾、台州湾、迄杭州湾南岸沿富春江南岸之线的防守。第十集团军先驻义乌，后驻金华。后第62师与第192师调往浙西归第二十三集团军川军唐式遵部；第63师调皖南归上官云相部；第128师和第107师调江西。刘建绪仅指挥一些地方保安团队。1941年夏刘建绪赴渝奉令撤销第四路军总指挥部，第十集团军总司令职务交王敬久。刘调福建省政府主席兼第二十五集团军总司令。不久，不再兼任军职。
- 1935年陶广任第二十八军军长，锺光仁后陶柳继任第62师师长。该军曾辖第63师和第128师；1936年刘建绪率领该军入浙。抗日战争爆发后，所属第15师王东原部调出赴上海。陶广仅辖第62师陶柳部，担任金山卫海岸防守，被日寇击溃后，经嘉兴退至抗州附近。1937年冬，第192师胡达部由湘开浙江，拨入第二十八军建制，担任浙江防守。1943年1月，陶升任第二十三集团军副总司令（总司令为唐式遵指挥四川部队），成立副总司令部，指挥第二十八军和新编第30师张鸾基部，并收编杭、嘉、湖沦陷区土匪邓义等部，组为挺进第一纵队，以钟光仁为纵队司令，仍担任浙西防务及杭、嘉、湖三角地带的敌后游击。中央嫡系第52师列入第二十八军建制，陶柳升任第二十八军军长，刘埙浩任第62师师长。1944年1月，第二十三集团军副总司令部改为浙苏皖边区挺进军总司令部。1945年初，第二十八军在浙西孝丰被新四军粟裕部击败。1945年夏，第62师师长刘埙浩被撤职，顾祝同派谭道平接替，陶柳调赴重庆受训，李良荣（黄埔一期）接任第二十八军军长，曾振接任第192师师长，第62师改归第十八军建制。至此第二十八军被中央军化。抗战胜利后，浙苏皖边区挺进军总司令部撤销。陶柳辞山东绥靖区副主任新命，在杭州经商。
- 抗战爆发后，李觉升任第七十军军长兼仅辖的第19师师长，赴上海参战，归陈诚指挥，经理和人事仍属第四路军总部。伤亡惨重，由湖南调保安团补充。退往皖南，又调江西。武汉会战前，第128师顾家齐部拨归该军建制。1938年7月23日日军在九江附近洁塘登陆，将第128师击溃，第29军团军团长李汉魂电告战区长官部“128师作战不力，该师一经接触，即溃不成军”，结果第128师被取消番号，师长顾家齐撤职军法查办，各团军官遣散回家，士兵被编入第19师、第187师、第155师，第128师番号给了鄂中的王勁哉部。第七十军只剩1个师。南昌会战后，第107师段珩部、预备第9师编入第七十军。1939年李觉不再兼任第19师师长，旅长唐伯寅升任师长。1940年，第19师与第一百军第80师对调。不久第19师师长唐伯寅也被王耀武撤换。李觉率第七十军开福建，升第二十五集团军总司令，陈诚系的陈孔达继任第七十军军长。
- 第107师：1940年第七十军编制内随刘建绪入闽，师长宋英仲。1942年，宋调建延师管区司令，黄华国接任师长。该师赴台湾接收。1947年1月改番号为整编第140旅，谢懋权任旅长。鲁西南战役被全歼。
- 1937年8月，王东原第15师开赴上海，扩建第七十三军任军长兼师长，仅辖第15师。后以旅长汪之斌升任师长。后师长为陈为韩、梁祇六（王东原的内亲）、梁化中、杨明等，直至1947年2月莱芜战役被歼。
- 第192师，以独立第32旅为基干，辖3个团，师长胡达。1940年夏进入杭嘉湖地区，接替第62师敌后游击任务。1941年，胡达调苏浙边区游击副总指挥，由副师长升任师长。这个师直到抗战胜利后才被中央军编遣。
- 暂编第11旅，旅长周燮卿，原为陈渠珍旧部新34师第3旅，改编为第128师时不愿受顾家齐指挥，遂改归第四路军总部直辖。抗战开始被薛岳吞并拆散。
- 第16师：淞沪抗战时，彭松龄交卸师长职务，由旅长何平继任。后由副师长兼旅长杜道周接任。1938年初，隶国民革命军第七十军。1939年6月第16师、第67师和预备第10师组建第八十六军，国民革命军第二十集团军副总司令俞济时兼任军长，冯圣法任副军长。后任师长曹振铎，参加了皖南事变、浙赣会战。1943年7月调入第七十五军。1948年豫东战役中被歼。
- 第63师：1938年师长陈光中因刘建绪的控告被送押第三战区司令长官部，由陈诚亲信谈经国接任师长，所属旅、团长更换殆尽。1938年调皖南归上官云相，宣城之战被日军击溃，王仡继任师长。
- 刘膺古抽调部分保安团端组为第八十七军，不久即率部离开湖南，分化了何键一部分实力。

1949年移居香港，次年到台灣，任總統府國策顧問。1956年病逝台北。蔣中正總統下令將何鍵遺體已定於三十日出殯，安葬於六張犁極樂公墓，二十九日下午五時成主，由賈景德擔任大賓，徐永昌、何成濬擔任介賓，儀式隆重肅穆。
何鍵為中國新興宗教一貫道信徒。

## 家庭
- 女儿何玫，夫李觉
- 女儿何琏，夫汤飞凡

## 故居
中共建政後，何键於長沙的故居被作為長沙市軍事管制委員會交際處使用，1968年改稱為湘江賓館。

## 延伸閱讀
- 高原、陳永芳編輯，《何鍵‧王東原日記》，中國文史出版社，1993。